# Gloria Siebert
Gloria Siebert, nata Kovarik (13 gennaio 1964), è un'ex ostacolista tedesca.

## Palmarès
| Anno | Manifestazione   | Sede    | Evento             | Risultato | Prestazione | Note                          |
| ---- | ---------------- | ------- | ------------------ | --------- | ----------- | ----------------------------- |
| 1981 | Europei juniores | Utrecht | 100 metri ostacoli | Argento   | 13"27       |                               |
| 1987 | Europei indoor   | Liévin  | 60 metri ostacoli  | Argento   | 7"89        |                               |
| 1987 | Mondiali         | Roma    | 100 metri ostacoli | Argento   | 12"44       | Miglior prestazione personale |
| 1988 | Giochi olimpici  | Seul    | 100 metri ostacoli | Argento   | 12"61       |                               |
| 1990 | Europei          | Spalato | 400 m piani        | Argento   | 12"91       |                               |